# FDGB-Bezirkspokal 1958
Im FDGB-Bezirkspokal der Saison 1958 wurden wie im Vorjahr Finalspiele in den einzelnen Bezirken ausgetragen, deren Sieger nach der Amtlichen Mitteilung der Sektion Fußball, für den FDGB-Pokal 1959 teilnahmeberechtigt waren.

## Geschichte
Der Spielbetrieb in den 15 Bezirken wurde vom jeweiligen Bezirksfachausschuss (BFA) durchgeführt, in denen die Mannschaften unterhalb der drei höchsten Spielklassen (DDR-Oberliga, DDR-Liga und II. DDR-Liga) im Ligasystem auf dem Gebiet des Deutschen Fußball-Verbandes (DFV) spielberechtigt waren.
Nach Final-Niederlagen verpassten die SG Zwenkau und die BSG Chemie Kahla ihren Pokalsieg aus dem Vorjahr zu verteidigen.
Das Double von Meisterschaft und Pokalsieg, machten die Dynamo-Mannschaften aus Schwerin und Erfurt perfekt.
Mit Vorwärts Leipzig, Aktivist Brieske-Ost, Wismut Schneeberg und Aufbau Häselrieth gelang es vier unterklassige Mannschaften (Bezirksklasse) den Pokal gegen Bezirksligisten zu gewinnen.

## FDGB-Bezirkspokalendspiele
|                         | Bezirkspokalendspiele (Saison 1958) |
| Bezirk Rostock          | Sonntag, den 11. Januar 1959 in Ribnitz-Damgarten BSG Motor Warnowwerft Warnemünde II – BSG Motor Wolgast 1:1 n. V. Wiederholungsspiel: Sonntag, den 08. Februar 1959 in Greifswald BSG Motor Warnowwerft Warnemünde II – BSG Motor Wolgast 2:4 |
| Bezirk Schwerin         | Sonntag, den 21. Dezember 1958 in Schwerin BSG Motor Boizenburg – SG Dynamo Schwerin 1:4 |
| Bezirk Neubrandenburg   | Sonntag, den 28. Dezember 1958 in Torgelow BSG Einheit Ueckermünde – BSG Empor Anklam 5:2 |
| Bezirk Potsdam          | Sonntag, den 21. Dezember 1958 in Potsdam SG Eintracht Miersdorf – BSG Stahl Hennigsdorf 2:0 |
| Ost-Berlin              | Sonntag, den 28. Dezember 1958 im Hans-Zoschke-Stadion von Ost-Berlin vor 850 Zuschauern SG Hohenschönhausen – BSG Turbine BEWAG Berlin 2:1 |
| Bezirk Frankfurt (Oder) | Sonntag, den 14. Dezember 1958 in Frankfurt (Oder) BSG Lokomotive Eberswalde – BSG Einheit Bad Freienwalde 6:1 |
| Bezirk Magdeburg        | Sonntag, den 04. Januar 1959 in Magdeburg BSG Aktivist Staßfurt – BSG Empor Tangermünde 5:0 |
| Bezirk Halle            | Sonntag, den 28. Dezember 1958 in Halle (Saale) BSG Chemie Buna Schkopau – BSG Aktivist Theißen 3:0 |
| Bezirk Leipzig          | Sonntag, den 21. Dezember 1958 in Markranstädt vor 3.000 Zuschauern ASK Vorwärts Leipzig – SG Zwenkau 1:0 |
| Bezirk Cottbus          | Sonntag, den 21. Dezember 1958 in Cottbus BSG Aktivist Brieske-Ost – ASK Vorwärts Cottbus II 1:0 |
| Bezirk Dresden          | Sonntag, den 28. Dezember 1958 in Meißen BSG Turbine Großenhain – BSG Chemie Coswig 1:0 |
| Bezirk Karl-Marx-Stadt  | Sonntag, den 14. Dezember 1958 in Stollberg BSG Wismut Schneeberg – BSG Motor 8. Mai Karl-Marx-Stadt 3:1 |
| Bezirk Erfurt           | Sonntag, den 21. Dezember 1958 in Mühlhausen SG Dynamo Erfurt – BSG Aktivist Sollstedt 3:3 n. V. Wiederholungsspiel: Sonntag, den 04. Januar 1959 in Mühlhausen SG Dynamo Erfurt – BSG Aktivist Sollstedt 3:1                                   |
| Bezirk Gera             | Sonntag, den 21. Dezember 1958 in Gera BSG Motor Saalfeld – BSG Chemie Kahla 3:2 |
| Bezirk Suhl             | Sonntag, den 21. Dezember 1958 in Themar BSG Aufbau Mengersgereuth-Hämmern – BSG Aufbau Häselrieth 0:1 |